# Szermierka na Letnich Igrzyskach Olimpijskich 1920 – floret drużynowo mężczyzn
Floret drużynowo mężczyzn była jedną z konkurencji szermierczych na Letnich Igrzyskach Olimpijskich 1920. Zawody odbyły się w dniach 15-17 sierpnia. W zawodach wzięło udział osiem ekip.

## Wyniki

### Półfinały
| Półfinał A | Półfinał A      | Półfinał A | Półfinał A | Półfinał A |
| Miejsce    | Ekipa           | Wygrane    | Przegrane  | Kwal.      |
| ---------- | --------------- | ---------- | ---------- | ---------- |
| 1          | Włochy          | 4          | 0          | Q          |
| 2          | Dania           | 3          | 1          | Q          |
| 3          | Wielka Brytania | 2          | 2          | Q          |
| 4          | Belgia          | 1          | 3          |            |
| 5          | Czechosłowacja  | 0          | 4          |            |

| Półfinał B | Półfinał B        | Półfinał B | Półfinał B | Półfinał B |
| Miejsce    | Ekipa             | Wygrane    | Przegrane  | Kwal.      |
| ---------- | ----------------- | ---------- | ---------- | ---------- |
| 1          | Francja           | 1          | 0          | Q          |
| 2          | Stany Zjednoczone | 1          | 0          | Q          |
| 3          | Holandia          | 0          | 2          |            |

### Finał
| Finał   | Finał             | Finał   | Finał     |
| Miejsce | Ekipa             | Wygrane | Przegrane |
| ------- | ----------------- | ------- | --------- |
|         | Włochy            | 4       | 0         |
|         | Francja           | 3       | 1         |
|         | Stany Zjednoczone | 2       | 2         |
| 4       | Dania             | 1       | 3         |
| 5       | Wielka Brytania   | 0       | 4         |

## Składy
| Belgia | Czechosłowacja                                                              | Dania                                                                                           | Francja |
| --- | --------------------------------------------------------------------------- | ----------------------------------------------------------------------------------------------- | --- |
| Léon Tom Robert Hennet Marcel Cuypers Fernand de Montigny Émile De Schepper Charles Crahay Marcel Berré Charles Pape | Josef Javůrek Antonín Mikala Vilém Tvrzský František Dvořák                 | Ivan Osiier Georg Hegner Ejnar Levison Poul Rasmussen Kay Schrøder                              | Lionel Bony de Castellane Gaston Amson Philippe Cattiau Roger Ducret André Labatut Georges Trombert Lucien Gaudin Marcel Perrot |
| Holandia | Stany Zjednoczone                                                           | Wielka Brytania                                                                                 | Włochy |
| Wouter Brouwer Félix Vigeveno Salomon Zeldenrust Arie de Jong Jan van der Wiel                                       | Henry Breckinridge Francis Honeycutt Arthur Lyon Harold Rayner Robert Sears | Edgar Seligman Roland Willoughby Philip Doyne Robert Montgomerie Harry Evan James Cecil Kershaw | Tommaso Costantino Aldo Nadi Nedo Nadi Abelardo Olivier Oreste Puliti Pietro Speciale Rodolfo Terlizzi Baldo Baldi              |